# Gebze
Gebze (antiker Name Libyssa; altgriechisch Λίβυσσα; alte Namen Gekbuze, Ghviza, Gavize, Gebize) ist eine Stadtgemeinde (Belediye) im gleichnamigen İlçe (Landkreis) der Provinz Kocaeli in der türkischen Marmararegion und ein Stadtbezirk der 1993 gebildeten Büyükşehir belediyesi Kocaeli (Großstadtgemeinde/Metropolprovinz). Seit der Gebietsreform von 2013 ist die Gemeinde flächenmäßig identisch mit dem Landkreis.

## Geografie
Der Landkreis/Stadtbezirk liegt im Nordwesten der Provinz/Büyükşehir und grenzt an Çayırova und Darıca im Südwesten sowie an Dilovası im Süden und Körfez im Osten. Im Nordwesten hat Gebze die Provinz Istanbul zum Nachbarn, das Marmarameer bildet die Grenze im Süden.

## Lage
Gebze liegt heute am anatolischen Stadtrand von Istanbul. In der Umgebung der Stadt finden sich zahlreiche Industrieanlagen, die vor allem seit den 1990er-Jahren ständig erweitert wurden.
In der Nähe von Gebze liegen die Istanbuler Ausflugsorte Tuzla und Darıca. In Darıca findet man den einzigen Tierpark von Istanbul.

## Verwaltung
Der Kreis (bzw. Kaza als Vorläufer) existierte schon vor Gründung der Türkischen Republik 1923. In der ersten Volkszählung 1927 wurden 47.306 Einwohner in 155 Dörfern (auf 1.930 km² Fläche) ermittelt, hiervon 3.329 Einwohner im gleichnamigen Verwaltungssitz (damalige Schreibweise: Kebzé).
(Bis) Ende 2012 bestand der Landkreis neben der Kreisstadt aus 18 Dörfern (Köy), die in der Verwaltungsreform 2013/2014 in Mahalle (Stadtviertel/Ortsteile) überführt wurden. Durch die Herabstufung der Dörfer stieg die Zahl der Mahalle von 22 auf 40. Ihnen steht ein Muhtar als oberster Beamter vor.
Ende 2020 lebten durchschnittlich 9.824 Menschen in jedem Mahalle. Die bevölkerungsreichsten davon sind: Arapçeşme Mahalle (35.162), Osman Yılmaz Mah. (32.186), Köşklü Çeşme Mah. (26.764), Gaziler Mah. (22.648), Güzeller Mah. (20.765), Mustafapaşa Mah. (19.756) und Mevlana Mah. (18.523).

## Geschichte
Der antike Name der Gemeinde ist Libyssa, sie lag in Bithynien. Im Jahre 183 v. Chr. brachte sich Hannibal in Libyssa um, um einer Gefangennahme durch die Römer zu entgehen. 
Im nahegelegenen Ort Hünkar Çayre starb 1481 Sultan Mehmet II. Fatih, der Eroberer Konstantinopels.
Am 13. Juli 1920 fand hier im Türkischen Befreiungskrieg ein Gefecht zwischen britischen Truppen und türkischen Nationalisten statt, in dem die 20th Hussars die letzte Kavallerieattacke im geschlossenen Regimentsverband ritten.

## Moscheen
- Sultan Orhan Camii
- İlyas Bey Camii
- Çoban Mustafa Paşa Camii ve Külliyesi[5]
- Merdivenli Cami
- Pertev Paşa Camii
- Çarşı Camii
- Sultan Hamid Camii
- Yalı Camii

## Museen
- Osman-Hamdi-Bey-Museum[6]

## Brunnenanlagen
- Hünkar Çeşmesi
- İbrahim Paşa Çeşmesi (Çarşı Çeşmesi)
- Çoban Mustafa Paşa Şadırvanı
- Eskihisar Çeşmesi

## Burgen
- Eskihisar Kalesi (Nikeiata). Die Burg wurde in byzantinischer Zeit von Kaiser Manuel I. Komnenos erbaut[7]
- Darıca Kalesi (Tararionburg)

## Bildung
Die Technische Hochschule Gebze Yüksek Teknoloji Enstitüsü wurde 1992 gegründet.

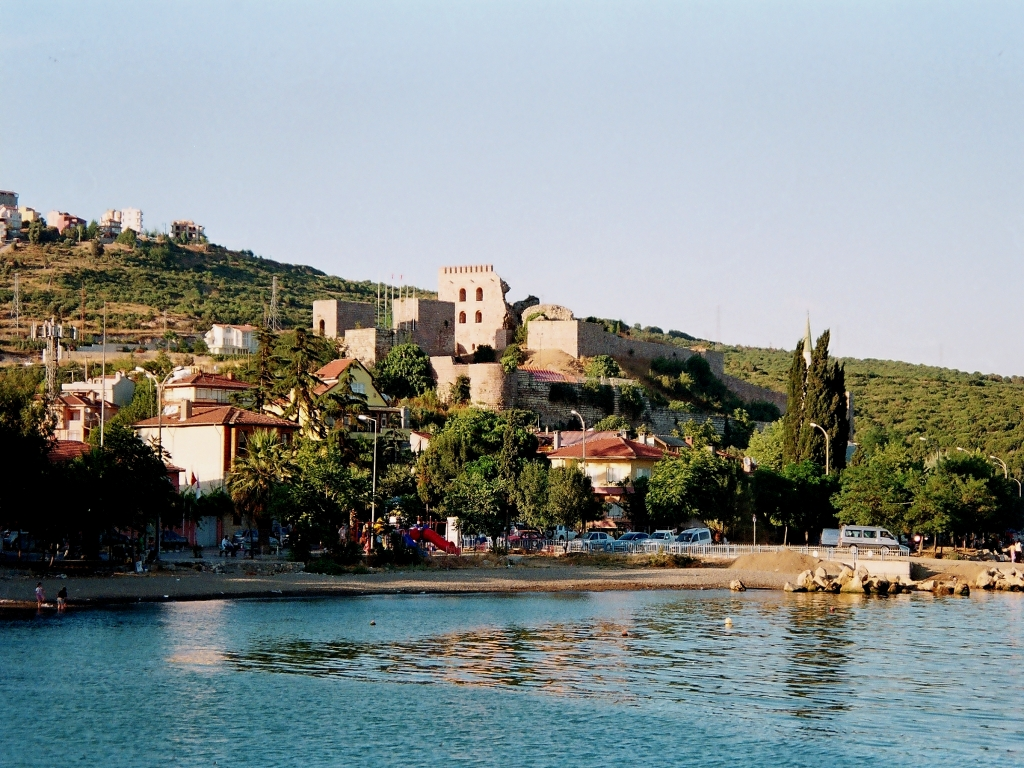
Burg Eskihisar
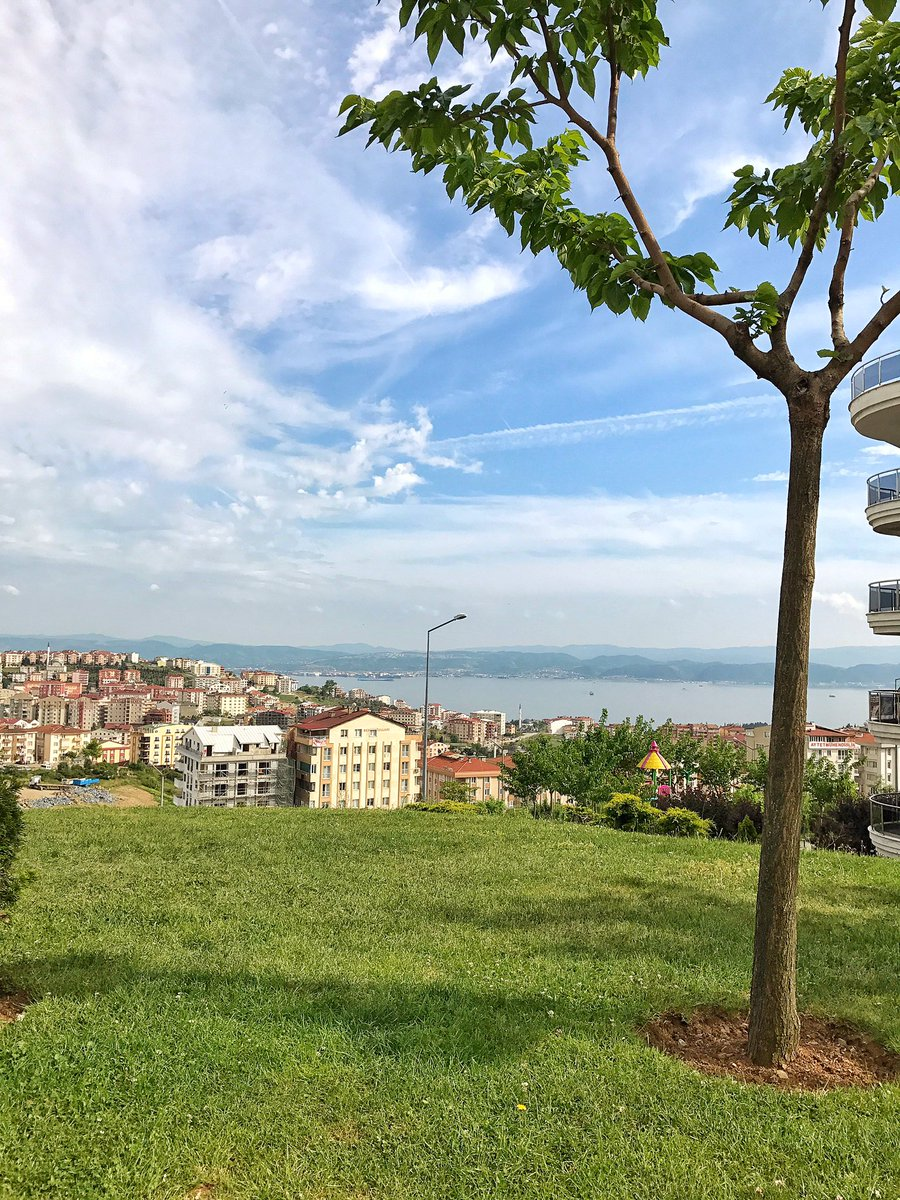
Blick auf Gebze
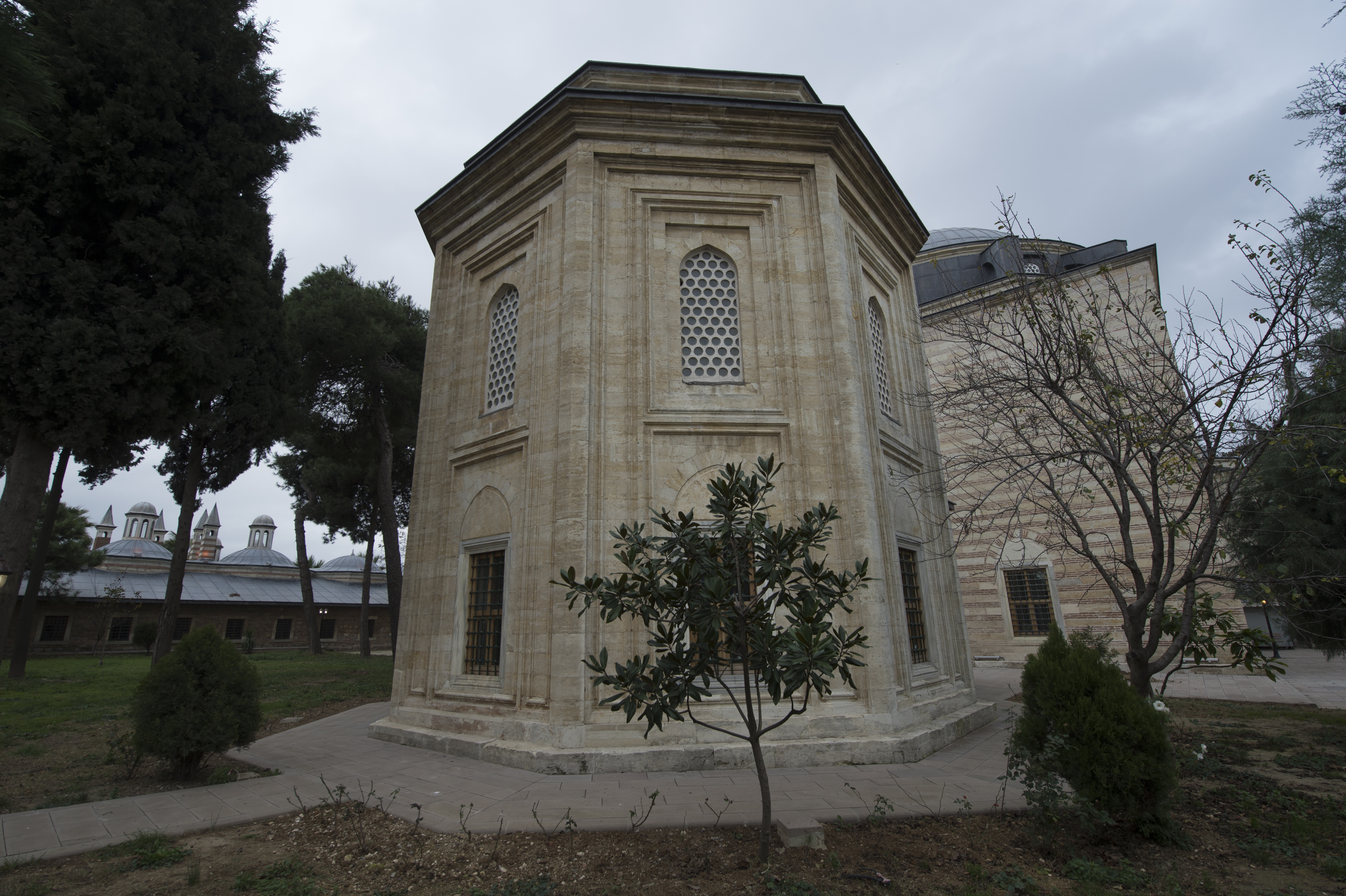
Çoban Mustafa Paşa Külliyesi Mausoleum
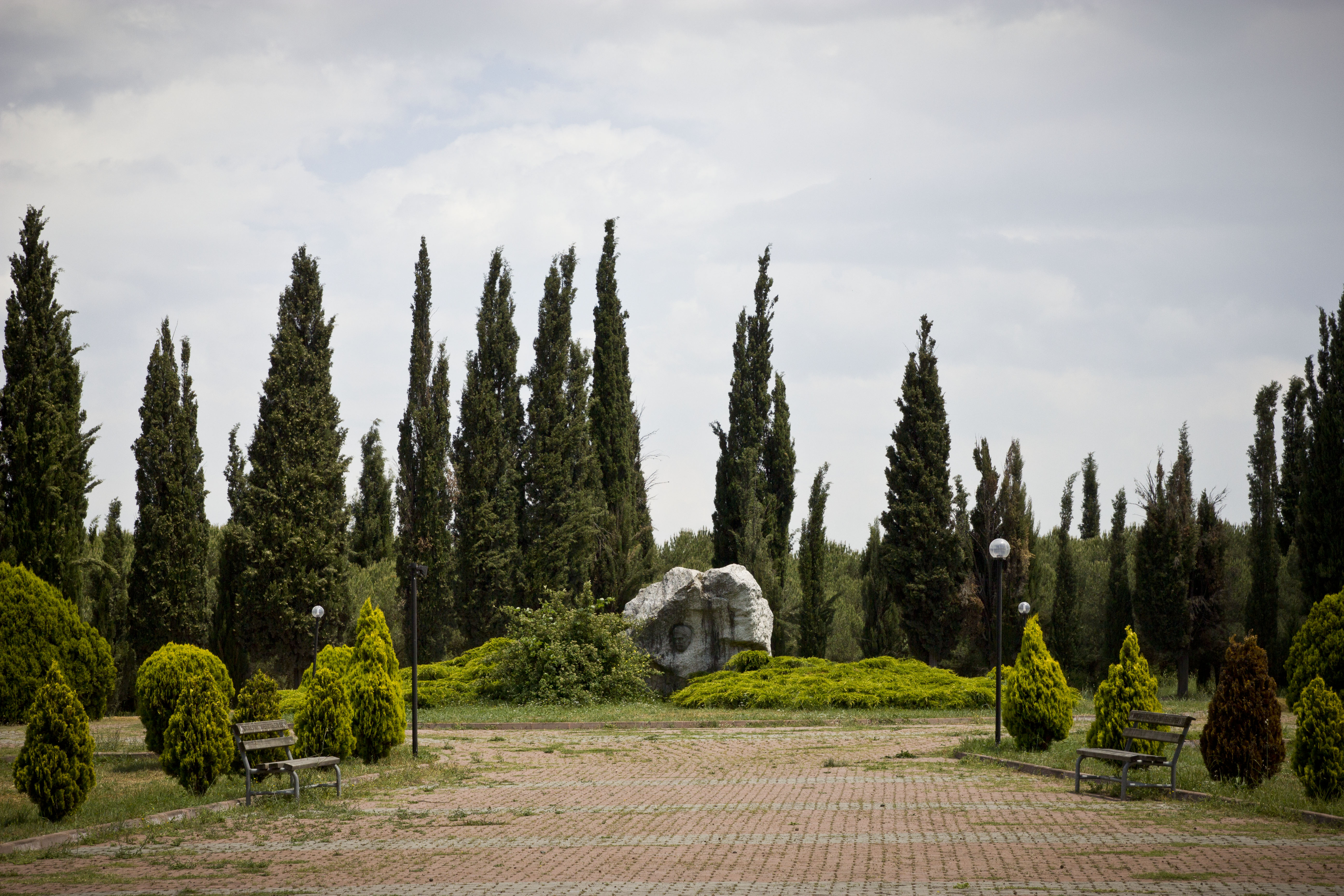
Hannibals Grab
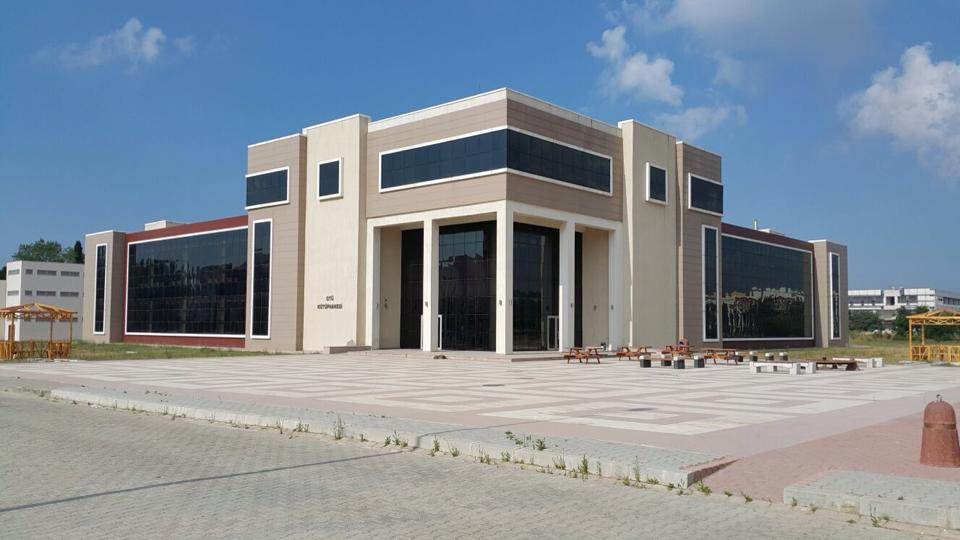
Gebze Teknik Üniversitesi
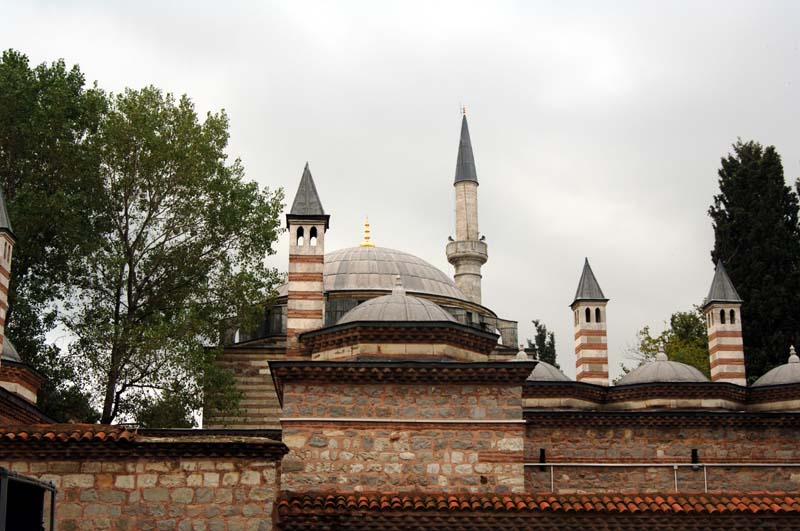
Çoban Mustafa Pasha Mosque

## Persönlichkeiten
- Seda Bakan (* 1985), Schauspielerin
- Samet Gümüş (* 2001), Boxer